# Маркус Мерк
Маркус Мерк (на немски: Markus Merk) е немски футболен съдия. Роден на 15 март 1962 г., той е висок 181 см.
Съдия е от 1 януари 1992 г.
Първата международна среща, която ръководи, е мачът Швейцария – България, състоял се на 28 април 1992 г.
Съдия е на финала на Евро 2004.